# Benediktinerstraße 3 (Magdeburg)

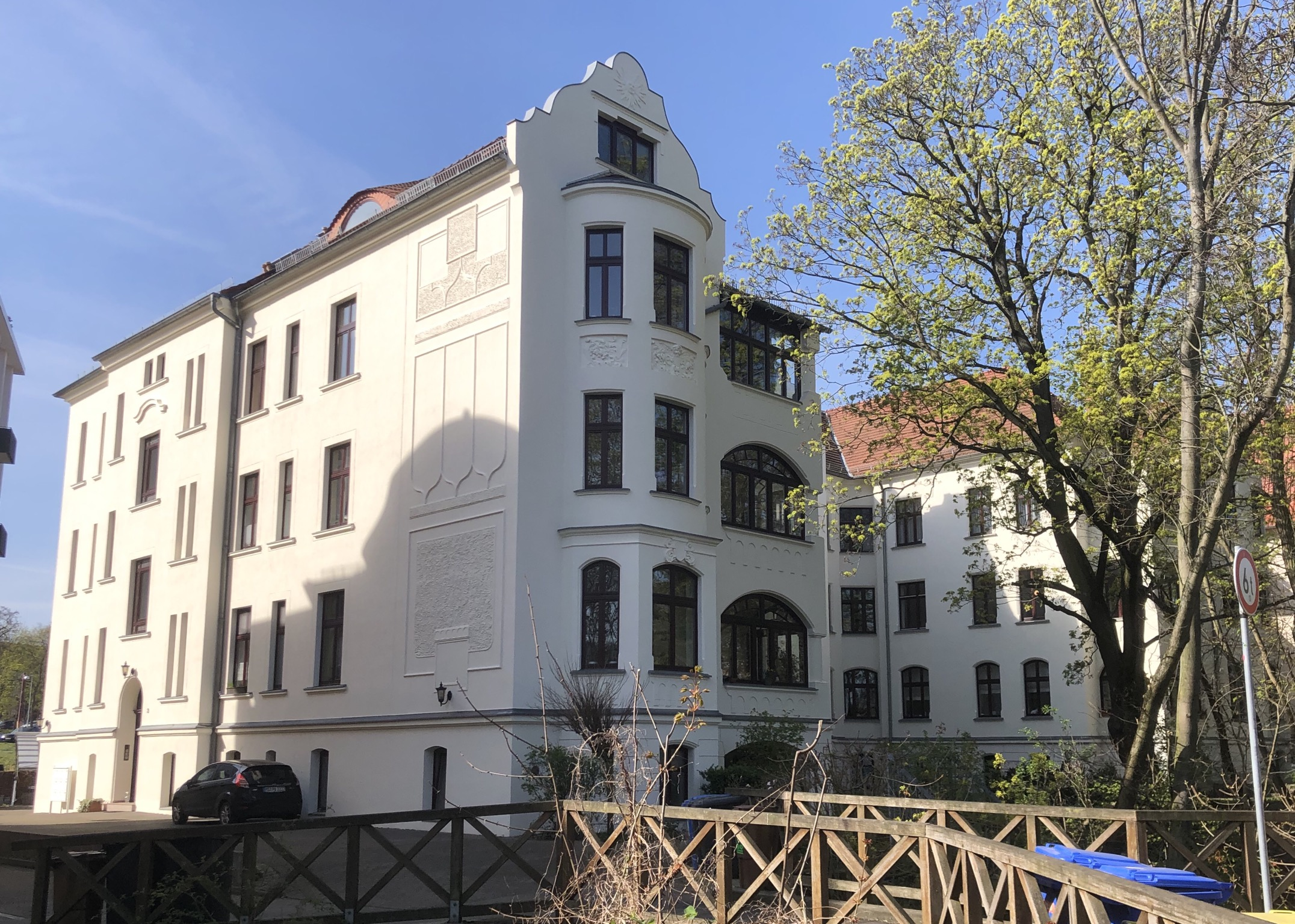
Benediktinerstraße 3 in Magdeburg; Blick von Nordosten, 2020

Das Gebäude Benediktinerstraße 3 ist ein denkmalgeschütztes Wohnhaus in Magdeburg in Sachsen-Anhalt.

## Lage
Es befindet sich auf der Südseite der Benediktinerstraße im Magdeburger Stadtteil Buckau und bildet mit dem westlich angrenzenden Gebäude Benediktinerstraße 2 ein Ensemble. Unmittelbar nördlich des Hauses, zwischen dem Gebäude und der Benediktinerstraße, verläuft die Klinke. Nördlich liegt der Klosterbergegarten.

## Architektur und Geschichte
Das 1902 nach Plänen des Architekten Dorendorf errichtete Haus ist dreieinhalbgeschossig im Jugendstil ausgeführt. Der repräsentative verputzte Bau verfügt nach Norden zur Straße hin über Schweifgiebel sowie einen polygonalen Erker. Der Grundriss entspricht einem umgekehrten L, welches spiegelbildlich vom Haus Benediktinerstraße 2. Zwischen den beiden Häusern entsteht so ein Vorgarten in Form eines Ehrenhofs.
Im örtlichen Denkmalverzeichnis ist das Wohnhaus unter der Erfassungsnummer 094 71017 als Baudenkmal verzeichnet.
Das Gebäude gilt als südlicher Abschluss des Klosterbergegartens als städtebaulich bedeutsam.